# Steve Cook
Steve Anthony Cook (19 d'abril de 1991) és un futbolista professional anglès que juga com a defensa per l'AFC Bournemouth de la Premier League.